# Сандра Штудер
Сандра Штудер (нім. Sandra Studer, нар. 10 лютого 1969 року, Цюрих) — швейцарська телеведуча, акторка та співачка. Представниця Швейцарії на Пісенному конкурсі Євробачення 1991 з піснею «Canzone per te». Одна з ведучих Євробачення 2025.

## Біографія та кар'єра
Народилася в родині швейцарця та іспанки, виросла в Цоллікерберзі, невеликому містечку в муніципалітеті Цоллікон. У підлітковому віці займалася танцями та грою на фортепіано, дебютувала як співачка у 17 років. Пізніше продовжила академічні студії з германістики, музикознавства та громадянської освіти в Цюріхському університеті. Після дебюту в 1987 році, Штудер співпрацювала як бек-вокалістка з DJ BoBo на пісні «I Love You» у 1989 році.
У 1990 році під сценічним псевдонімом Сандра Сімо (нім. Sandra Simó) брала участь у швейцарському відборі на Євробачення з піснею «I Know», але посіла останнє місце. Наступного року Штудер представляла Швейцарію на Пісенному конкурсі Євробачення 1991, який проходив у Римі, Італія. Вона посіла 5 місце з піснею «Canzone per te», яку виконала італійською мовою, набравши 118 балів.
Згодом Сандра Штудер почала свою кар'єру на телебаченні, ставши успішною телеведучою таких програм, як Takito, Traumziel і Country Roads. Неодноразово була коментаторкою Євробачення у Швейцарії, а саме у 1994, 1996, 1999-2002 та 2005-2006 роках, а також була речницею Євробачення. У 1999 році вона разом з Акселем Бультхауптом вела німецький відбір на Євробачення.
У 2002—2012 роках вела щорічну церемонію вручення премії SwissAward, а також з'являлася на численних музичних програмах у німецькомовних країнах.
2021 року у швейцарсько-німецькій версії шоу «Співак у масці» Сандра Штудер посіла 2 місце. Була у масці павича.
Сандра Штудер була співведучою Пісенного конкурсу Євробачення 2025 в Базелі, Швейцарія разом із Гейзел Брюггер і Мішель Гунцікер.

## Особисте життя
У 1997 році одружилася з адвокатом Лукою Мюллером, з яким має чотирьох дітей. Мешкає в Майлені, кантон Цюріх.
Вільно володіє німецькою, англійською, французькою, іспанською та італійською мовами.